# سیانوپلی‌ئین

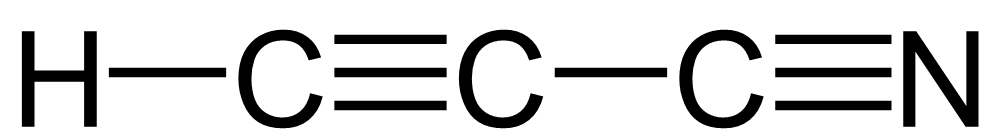
ساختار شیمیایی سیانواستیلن، ساده ترین سیانوپلی‌ئین

سیانوپلی‌ئین‌ها (به انگلیسی: Cyanopolyyne) گروهی از مواد شیمیایی با فرمول شیمیایی HCnN هستند که n می‌تواند مقادیری مانند ۳، ۵، ۷ و غیره را داشته باشد. این مواد که از لحاظ ساختاری، یک پلی‌ئین به‌شمار می‌آیند دارای یک گروه سیانو هستند که به‌صورت کووالانسی به یکی از واحدهای استیلن انتهایی متصل شده‌است. 